# Estación Experimental de Manzanas de Aomori

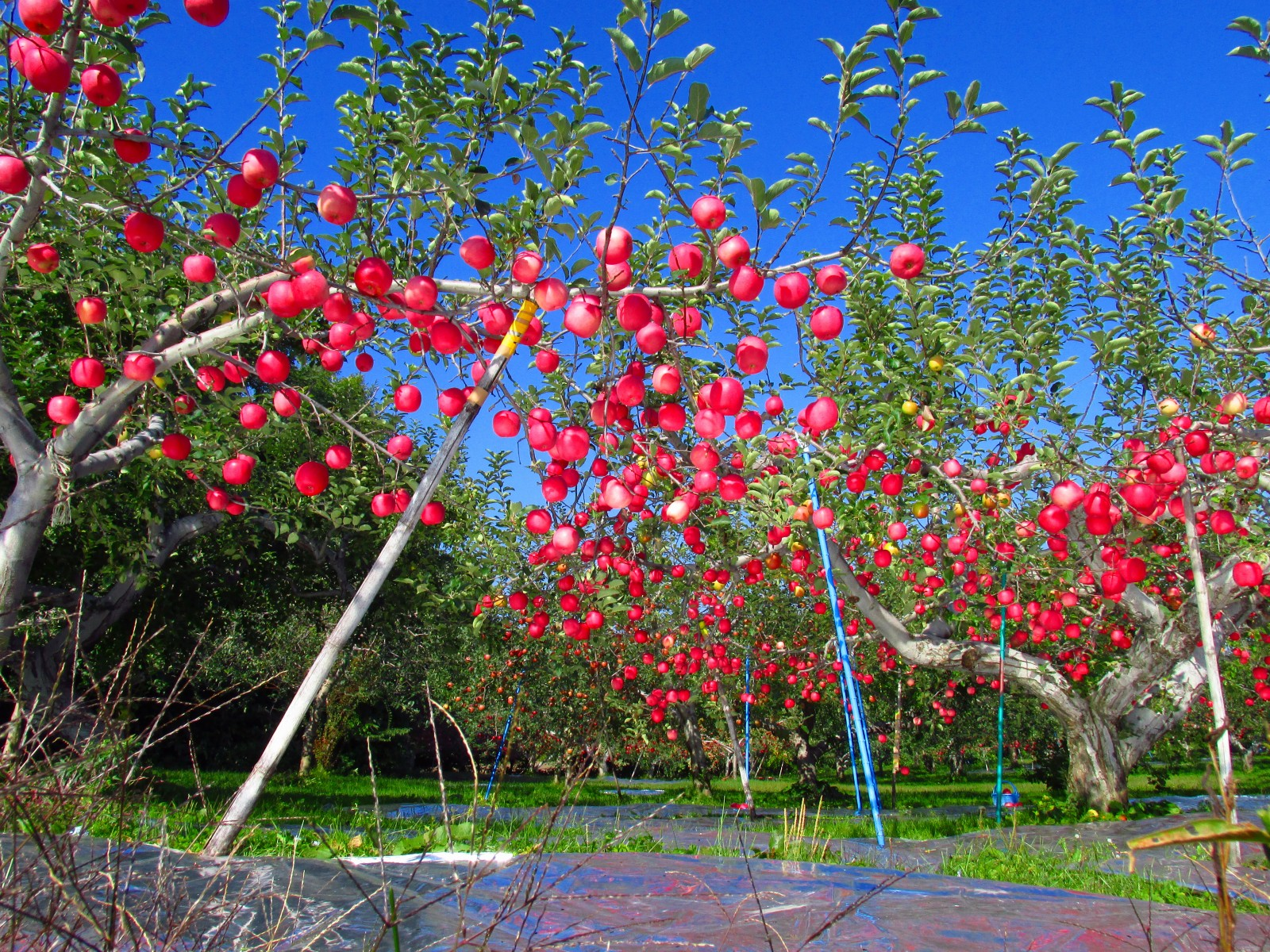
Manzanas Fuji cultivadas en Hirosaki Aomori.

La Estación Experimental de Manzanas de Aomori (en japonés: 青森アップル実験ステーション、 es una institución ubicada en Japón especializada en el estudio de variedades cultivares de manzano (Malus domestica, Malus sylvestris, Malus sieversii, y en especies de Malus afines).

## Localización
Fukutami-24, Botandaira, Kuroishi, Aomori Prefecture 〒０３６－０３３２.
Horario de atención al público ９：００～１６：００

## Historia
La "Estación Experimental de Manzanas de Aomori" inició un programa de mejoramiento de manzanas en 1929. Se han patentado ocho variedades de manzanas. Su principal objetivo reciente es producir variedades de fruta de alta calidad combinada con un bajo coste de producción. 
En 1950 pasó a llamarse《 Aomori Apple Testing Center 》-(Aomori Centro Probatorio de Manzanas). Está organizado en el Departamento de Asuntos Generales, el Departamento de Cultivo, el Departamento de Fitomejoramiento y el Departamento de Plaguicidas y Fertilizantes, y ocupa 24,8 hectáreas de terreno. En 1950 fue conseguida la variedad de manzano 'Megumi' como un cultivar autocompatible.
Ha sido seleccionado 'Aori 9' ("Aomori Apple No. 9") como un cultivar de fruta autofloreciente y 'Aodai 3' ("Aomori Rootstock No. 3") como un portainjerto enano con buena propagabilidad por esquejes de madera dura. Las patentes de estas variedades fueron solicitados al "Ministerio de Agricultura, Silvicultura y Pesca de Japón" en diciembre de 1997.
En 2009, las diversas organizaciones de investigación de la prefectura de Aomori (fabricación, agricultura, productos marinos, alimentos) se integraron para convertirse en el "Centro de Tecnología Industrial de la Prefectura de Aomori". Con esto, el Centro de Pruebas de Manzana pasó a llamarse "Instituto de Investigación de la Manzana" y el "Centro de Investigación de Árboles Frutales de la Prefectura" pasó a llamarse "División de Frutas de la Prefectura del Instituto de Investigación de la Manzana".

## Campos de estudio
Las principales áreas de investigación del instituto son:
- La producción que ahorra mano de obra,
- Control de calidad del rendimiento,
- Coordinación de los controles de plagas para las nuevas variedades de semillas,
- Material de injerto y el fracaso del trasplante,
- Tecnología de prevención de trastornos fisiológicos.[4]

## Líneas de objetivos
Tienen seis objetivos de mejoramiento: 
- Cultivares autocompatibles;
- Cultivares de frutos autofluyentes;
- Mejoramiento de nuevos cultivares y portainjertos con resistencia a la mancha foliar por Alternaria, sarna del manzano, cancro de valsa y pudrición de la raíz violeta;
- Cultivares columnares;
- Portainjertos enanistas con buena propagabilidad por esquejes de madera dura;
- Portainjertos enanizantes de carácter apomíctico.

Para llevar a cabo estos trabajos de mejoramiento temprano, se utilizan marcadores de ADN para seleccionar progenies y para construir una base de datos de cultivares parentales. También están construyendo un mapa de vínculos de los padres importantes que se utilizan en Japón.